# Športska gimnastika
Športska gimnastika je najraširenija i najpoznatija športska disciplina gimnastike. Čak se ponekad pod nazivom gimnastika u stvari podrazumijeva, iako pogrešno, baš športska gimnastika. Najčešće se dijeli na mušku i žensku športsku gimnastiku, i to na način da se vježbači natječu na preskoku, ručama, konju s hvataljkama, karikama, preči i na tlu, dok se vježbačice natječu na tlu, dvovisinskom razboju, preskoku i gredi. Iako sama vježba, ovisno o spravi, može trajati relativno kratko, ipak je u pravilu fizički vrlo zahtjevna, a traže vježbačevu snagu, pokretljivost, izdržljivost te koordinaciju u prostoru najvišeg nivoa.

## Povijest športske gimnastike
Gimnastika kao sistem pripreme vojnika potječe još iz vremena stare Grčke. Postoje i zapisi o različitim modelima gimnastičkog vježbanja i u staroj Kini i Indiji. U današnjem obliku športska gimnastika je nastala u 19. stoljeću u tadašnjoj Njemačkoj i Čehoslovačkoj.
Ocem športske gimnastike se smatra Nijemac Friedrich Ludwig Jahn, koji je prezentirao veći broj gimnastičkih sprava od kojih se neke, kao npr. paralelni razboj, koriste i danas.
1881. je osnovana Međunarodna gimnastička federacija, a u početku je uključivala samo nekoliko europskih zemalja članica. Športska gimnastika je olimpijski šport od samih početaka modernog olimpizma 1896. godine, iako je ženama dopušteno natjecanje u športskoj gimnmastici na Igrama tek 1928. godine. 

## Format natjecanja u športskoj gimnastici
Prema sada važećim pravilima, na velikim natjecanjima se vježbači i vježbačice natječu u četiri dijela programa: ekipno prednatjecanje, ekipno finale, finale višeboja i finale po spravama.
U ekipnom prednatjecanju vježbači nastupaju na svih 4 (žene) odnosno 6 (muški) sprava. Na osnovu rezultata momčadi se plasiraju u ekipno finale, a pojedinci u finale višeboja odnosno finale po spravama. Do 1996. godine se u timskom prednatjecanju vježbalo po tzv. obaveznom programu, odnosno svi vježbači su izvodili identičnu vježbu zadanu prije natjecanja. Kasnije je taj model ukinut, te je program koji izvodi vježbač slobodan, odnosno bez obaveznih elemenata. Bodovi iz prednatjecanja se ne prenose u finale, što znači da oni koju su se plasirali u finala u finalnim natjecanjima počinju natjecanje iznova, bez prenesenih bodova iz prednatjecanja.
U ekipnom finalu 8 najboljih momčadi iz prednatjecanja se natječe za konačni plasman.
U finalu višeboja se sastaje 8 najboljih vježbača i vježbačica po ukupnim bodovima sa svih sprava.
U finalu po spravama za svaku spravu se plasira 8 najboljih na toj spravi iz prednatjecanja.

## Ženske discipline

### Preskok
U ovoj disciplini vježbačica se nakon zaleta, tipično oko 25 metara dugog, odrazi od odskočne daske prema konju za preskok, te se u preletu prebacuje na drugu stranu uz doskok na strunjaču. Konj za preskok je na visini od 125 cm od strunjače. Napredna vježbačica će u drugom dijelu leta izvesti određeni broj okreta i salta. Obično se u natjecanju izvode dva različita skoka, a ovisno o natjecanju ukupna se ocjena dobiva ili zbrojem, ili srednjom ocjenom, ili se uzima bolji od dva izvedena skoka.
2001. godine je tradicionalni gimnastički konj za preskok zamijenjen s duljom i stabilnijom spravom koja olakšava preskok.

### Dvovisinski razboj
Vježbačica izvodi pokrete krećući se između dviju pritki različite visine. Viša pritka je na visini od 225 cm, a niža na 145 cm od strunjače. Razmak pritki je između 130 do 180 cm, a duljina 240 cm. U vježbi se koriste se zamasi, veleokreti, prelazi s pritke na pritku, i drugi pokreti.

### Greda
Vježbačica izvodi koreografiju na gredi dugoj 5 metara i širokoj samo 10 cm, koja se nalazi na visini 125 cm od tla. Prilikom izvođenja vježbe vježbačica koristi cijelu duljinu grede, pazeći pri tome na sklad, gracioznost i težinu elemenata u vježbi. Osnovna karakteristika vježbe na gredi je da zahtijeva fantastičan osjećaj za ravnotežu uz oslonac na vrlo maloj površini grede.

### Parter
Vježba na tlu ili parteru se izvodi na kvadratnoj površini od 12 x 12 metara. Vježbačica vježba uz glazbu, kombinirajući pri tome teške akrobatske elemente uz elemente plesa.

## Muške discipline

### Parter
Slično kao i kod žena, vježba na tlu ili parteru se kod muškaraca također izvodi na kvadratnoj površini od 12 x 12 metara. Razlika je da muškarci ne vježbaju uz glazbu, te su muške vježbe stoga bez posebnih plesnih elemenata, a sadrže više akrobatike i elemenata snage.

### Konj s hvataljkama
Vježbač izvodi vježbu oslanjajući se isključivo rukama na spravi pod nazivom konj s hvataljkama. Konj je visok 115 cm, dug 160 a širok 35 cm. Hvataljke su visoke 12 cm, a razmak među njima može biti od 40 do 45 cm. S obzirom na to da je vježbač cijelo vrijeme trajanja vježbe svom težinom oslonjen isključivo na ruke, ova se sprava smatra najzahtjevnijom jer traži između ostalog posebno veliku snagu ramena i ruku. 

### Karike
Karike su sprava koja se nalazi na visini 2 m i 55 cm iznad strunjače. Krugovi su međusobno razmaknuti 50 cm, a promjer svakog kruga je 18 cm. Vježba se izvodi u uporu, okretima, u visu a kraj vježbe uključuje najčešće akrobatski skok.

### Preskok
U ovoj disciplini vježbač se nakon zaleta, tipično oko 25 metara dugog, odrazi od odskočne daske prema konju za preskok, te se u preletu prebacuje na drugu stranu uz doskok na strunjaču. Konj za preskok kod muškaraca je na visini od 135 cm. Napredni vježbač će u drugom dijelu leta izvesti određeni broj okreta i salta. Obično se u natjecanju izvode dva različita skoka, a ovisno o natjecanju ukupna se ocjena dobiva ili zbrojem, ili srednjom ocjenom, ili se uzima bolji od dva izvedena skoka.
Jednako kao i kod ženskog preskoka, 2001. godine je tradicionalni gimnastički konj za preskok zamijenjen s duljom i stabilnijom spravom koja olakšava preskok.

### Ruče
Paralelne ruče su sprava koja se sastoji od dvije paralelne pritke na visini 175 cm. Duljina pritki je 350 cm, a razmak između njih se kreće između 42 i 52 cm. Vježbač kombinira različite elemente kao što su stoj, salta i okreti iznad pritke, te pri kraju vježbe izvodi i akrobatski saskok.

### Preča
Preča se sastoji od jedne pritke na visini od 2 m i 55 cm iznad strunjače. Vježbač izvodi elemente kao što su veleokreti, salta i okreti iznad pritke, te pri kraju vježbe akrobatski saskok.